# Marek Słociński
Marek Słociński – polski matematyk, doktor habilitowany nauk matematycznych. Specjalizuje się w analizie funkcjonalnej. Docent Katedry Analizy Funkcjonalnej Instytutu Matematyki Wydziału Matematyki i Informatyki Uniwersytetu Jagiellońskiego.

## Życiorys
Matematykę ukończył na Uniwersytecie Jagiellońskim w 1973, gdzie następnie rozpoczął studia doktoranckie. Stopień doktorski uzyskał w 1976 broniąc pracy przygotowanej pod kierunkiem Włodzimierza Mlaka. Poza macierzystym Uniwersytetem Jagiellońskim zatrudniony także w Państwowej Wyższej Szkole Zawodowej w Nowym Sączu.
Swoje prace publikował w takich czasopismach jak m.in. „Annales Polonici Mathematici”, „Studia Mathematica", „Integral Equations and Operator Theory”, „Linear Algebra and its Applications" oraz „Journal of Mathematical Analysis and Applications".